# Ludwig Uhl (Fotograf)
Ludwig Uhl (geb. 14. August 1858 in New York City; gest. 16. Januar 1941 in Gießen) war ein deutscher Berufsfotograf.

## Leben und Werk
Ludwig Uhl übernahm 1909 das Atelier seines Vaters, des Fotografen Philipp Uhl im Gebäude Frankfurter Straße 5 in Gießen. Er selbst führte den Geschäftsbetrieb bis 1941 fort.
Aus Uhls Werk haben sich tausende Fotografien mit Porträts erhalten, darunter zahlreiche Bilddokumente von Persönlichkeiten aus der Geschichte der Stadt Gießen. Unter den abgelichteten Personen wie Professoren und Studenten bis hin zu Gruppenfotos etwa von Familien fanden sich bisher 35 Pastoren, von denen sich einer zur Zeit des Nationalsozialismus in der Uniform der Sturmabteilung (SA) porträtieren ließ. Zu den Porträtierten zählte auch die 1927 in Gießen geborene Berta Hildegard Goldschmidt, die als Jüdin später im Vernichtungslager Treblinka ermordet wurde. Auf demselben Stuhl, auf dem sie sich in Uhls Studio für ihr Foto niedergelassen hatte, ließ sich auch der Präsident des Reichsverbandes der deutschen landwirtschaftlichen Genossenschaften fotografieren, SS-Oberführer Arnold Trumpf (1892–nach 1965).
Rund 6000 Fotografien in Form von Glasnegativen wurde 1985 von der Erben an die Stadt Gießen übergeben. Ein Gutachter kam zu dem Schluss, dass 90 % der Platten zerbrochen oder verdorben seien. Eine Gruppe von Fotofreunden aus Biedenkopf plante, die Glasnegative zu retten. Das Projekt kam jedoch nicht zustande. Gießen verkauften 2016 den Museumsfundus, darunter auch die Glasnegative. Der Käufer macht sie dem pensionierten Rektor der Hinrich-Wilhelm-Kopf-Schule Bad Münder und späteren Schulamtsdirektor Hansjörg Ulf Schneider zugänglich, der nach seiner Pensionierung Fotograf und Fotohistoriker wurde. Schneider dokumentierte in monatelanger Arbeit die Glasnegative. Er machte sie auf seiner Webseite nach Datum und Sachgebieten wie etwa „Gießener jüdischen Glaubens“ auf seiner Webseite 5000 Gesichter aus Gießens Vergangenheit zugänglich.